# داروین (مینه‌سوتا)
داروین، مینه‌سوتا (به انگلیسی: Darwin, Minnesota) یک شهر در ایالات متحده آمریکا است که در مینه‌سوتا واقع شده‌است.

## خصوصیات
داروین ۵٫۵۷ کیلومترمربع مساحت و ۳۵۰ نفر جمعیت دارد و ۳۴۴ متر بالاتر از سطح دریا واقع شده‌است.